# Olympische Sommerspiele 1968/Teilnehmer (DDR)
| Gelbes Symbol für Goldmedaillen mit stilisierten Olympischen Ringen | Graues Symbol für Silbermedaillen mit stilisierten Olympischen Ringen | Braundes Symbol für Bronzemedaillen mit stilisierten Olympischen Ringen |
| ------------------------------------------------------------------- | --------------------------------------------------------------------- | ----------------------------------------------------------------------- |
| 9                                                                   | 9                                                                     | 7                                                                       |

Die Olympiamannschaft der DDR nahm an den Olympischen Sommerspielen 1968 in Mexiko-Stadt erstmals bei Sommerspielen als eigenständige Mannschaft teil. Sie gewann 9 Gold-, 9 Silber- und 6 Bronzemedaillen und war damit die fünftbeste Mannschaft im Medaillenspiegel.

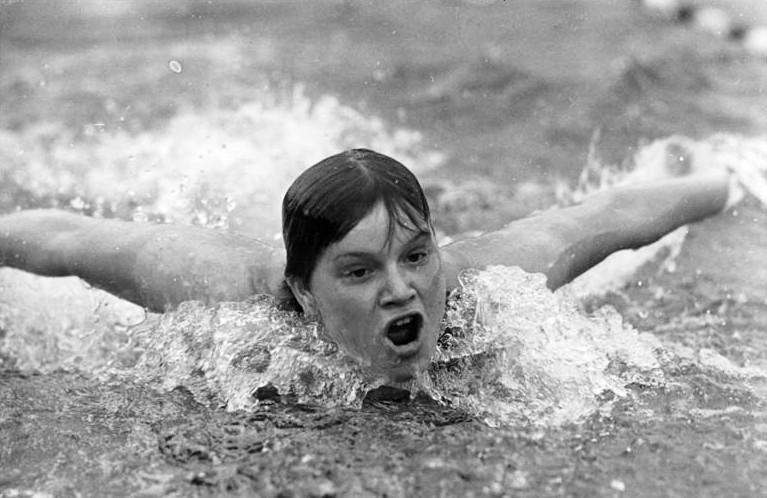
Helga Lindner, Silbermedaillengewinnerin im Schwimmen

## Geschichte
Bis 1964 gab es eine gesamtdeutsche Olympiamannschaft. Nach der Aufnahme der DDR in das Internationale Olympische Komitee 1965 wurde ihr eine eigenständige Mannschaft zugestanden, allerdings mit einer gemeinsamen deutschen Flagge mit den olympischen Ringen und der Hymne Ode an die Freude. Die offizielle Bezeichnung war Allemagne d'Est (ADE). Die Mannschaft umfasste 250 Sportler und Sportlerinnen.

## Medaillengewinner

### Gold
Leichtathletik
- Christoph Höhne, 50 km Gehen
- Margitta Gummel, Kugelstoßen

Boxen
- Manfred Wolke, Weltergewicht

Rudern
- Heinz-Jürgen Bothe, Jörg Lucke, Zweier ohne Steuermann
- Dieter Schubert, Frank Forberger, Dieter Grahn, Frank Rühle, Vierer ohne Steuermann

Schwimmen
- Roland Matthes, 100 Meter Rücken
- Roland Matthes, 200 Meter Rücken

Ringen
- Rudolf Vesper, griechisch-römisch, Weltergewicht

- Lothar Metz, griechisch-römisch, Mittelgewicht

### Silber
Leichtathletik
- Klaus Beer, Weitsprung
- Lothar Milde, Diskuswurf
- Marita Lange, Kugelstoßen

Turnen
- Erika Zuchold, Sprung
- Karin Janz, Stufenbarren

Rudern
- Peter Kremtz, Dieter Semetzky, Manfred Gelpke, Roland Göhler, Klaus Jacob, Vierer mit Steuermann

Schwimmen
- Frank Wiegand, Horst-Günter Gregor, Egon Henninger, Roland Matthes, 4 × 100 Meter Lagen
- Helga Lindner, 200 Meter Schmetterling
- Gabriele Wetzko, Gabriele Perthes, Roswitha Krause, Uta Schmuck, 4 × 100 Meter Feeistil

### Bronze
Leichtathletik
- Wolfgang Nordwig, Weitsprung

Turnen
- Siegfried Fülle, Klaus Köste, Peter Weber, Günter Beier, Matthias Brehme, Gerhard Dietrich, Mannschaftswertung
- Magdalena Schmidt, Ute Starke, Erika Zuchold, Maritta Bauerschmidt, Karin Janz, Marianne Noack, Mannschaftswertung

Schießen
- Harald Vollmar, Freie Pistole
- Kurt Czekalla, Trap

Schwimmen
- Sabine Steinbach, 400 Meter Lagen

Segeln
- Paul Borowski, Karl-Heinz Thun, Konrad Weichert, Drachen

## Teilnehmer
Die Olympiamannschaft umfasste 250 Sportler und Sportlerinnen.

### Boxen
- Bernd Englmeier (ASK Vorwärts Berlin)
Halbfliegengewicht: 9. Platz
- Bernd Juterzenka (SC Traktor Schwerin)
Bantamgewicht: 17. Platz
- Peter Rieger (TSC Berlin)
Leichtgewicht: 17. Platz
- Peter Tiepold (SC Dynamo Berlin)
Halbweltergewicht: 5. Platz
- Manfred Wolke (ASK Vorwärts Berlin)
Weltergewicht:
- Detlef Dahn (ASK Vorwärts Berlin)
Halbmittelgewicht: 9. Platz
- Jürgen Schlegel (SC Traktor Schwerin)
Halbschwergewicht: 5. Platz
- Bernd Anders (TSC Berlin)
Schwergewicht: 5. Platz

### Fechten
- Peter Schulze (ASK Vorwärts Leipzig)
Degen, Einzel: 17. Platz
Degen, Mannschaft: 5. Platz
- Klaus Dumke (SG Dynamo Eisenach)
Degen, Einzel: 17. Platz
Degen, Mannschaft: 5. Platz
- Harry Fiedler (ASK Vorwärts Leipzig)
Degen, Einzel: Vorrunde
Degen, Mannschaft: 5. Platz
- Bernd Uhlig (SG Dynamo Eisenach)
Degen, Mannschaft: 5. Platz
- Dieter Burger
kein Einsatz

### Gewichtheben
- Werner Dittrich (BSG Motor Zittau)
Mittelgewicht: 6. Platz
- Karl Arnold (BSG Motor Zittau)
Leichtschwergewicht: 5. Platz
- Manfred Rieger (BSG Motor Zittau)
Schwergewicht: 4. Platz

### Hockey
- 5. Platz

- Rainer Stephan (SC Motor Jena)
- Axel Thieme (SC Leipzig)
- Horst Brennecke (SC Leipzig)
- Klaus Bahner (SC Motor Jena)
- Lothar Lippert (SC Leipzig)
- Karl-Heinz Freiberger (SC Motor Jena)
- Dieter Ehrlich (SC Motor Jena)
- Rüdiger Kasch (SC Leipzig)
- Hans-Dietrich Sasse (SC Leipzig)
- Gerhard Krieger (SC Leipzig)
- Jürgen Müller (SC Leipzig)
- Klaus Träumer (SC Motor Jena)
- Eckhard Wallossek (SC Leipzig)
- Dieter Klauß (SC Leipzig)
- Reinhart Sasse (SC Leipzig)
- Rolf Thieme (SC Leipzig)
- Helmut Rabis (SC Motor Jena)

### Kanurennsport
| Männer - Wolfgang Lange (TSC Berlin) Einer-Kajak, 1000 m: 8. Platz - Klaus Heinroth (SC DHfK Leipzig) Zweier-Kajak, 1000 m: Vorlauf - Manfred Ehrhardt (SC Magdeburg) Zweier-Kajak, 1000 m: Vorlauf - Joachim Wenzke (ASK Vorwärts Berlin) Vierer-Kajak, 1000 m: 6. Platz - Klaus-Uwe Will (SC Empor Rostock) Vierer-Kajak, 1000 m: 6. Platz - Erhard Riedrich (TSC Berlin) Vierer-Kajak, 1000 m: 6. Platz - Klaus-Peter Ebeling (TSC Berlin) Vierer-Kajak, 1000 m: 6. Platz - Jürgen Harpke (SC Magdeburg) Zweier-Canadier, 1000 m: 6. Platz - Helmut Wagner (SC Magdeburg) Zweier-Canadier, 1000 m: 6. Platz - Eduard Augustin (SC Einheit Dresden) kein Einsatz | Frauen - Anita Nüßner (SC DHfK Leipzig) Einer-Kajak, 500 m: 6. Platz - Anita Kobuß (SC Potsdam) Zweier-Kajak, 500 m: 5. Platz - Karin Haftenberger (SC Potsdam) Zweier-Kajak, 500 m: 5. Platz |

### Leichtathletik
| Disziplin      | Männer | Frauen |
| -------------- | --- | --- |
| 100 m          | Harald Eggers (SC Leipzig) Vorlauf Hartmut Schelter (ASK Vorwärts Potsdam) Vorlauf Heinz Erbstößer (SC Leipzig) Vorlauf | |
| 800 m          | Dieter Fromm (SC Turbine Erfurt) 6. Platz | Karin Burneleit (SC Dynamo Berlin) Vorlauf Barbara Wieck (SC Empor Rostock) Vorlauf                                              |
| 5000 m         | Bernd Dießner (ASK Vorwärts Potsdam) Vorlauf | |
| 10.000 m       | Jürgen Haase (SC Leipzig) 15. Platz | |
| Marathon       | Jürgen Busch (AK Vorwärts Potsdam) 15. Platz | |
| 80 m Hürden    | | Karin Balzer (SC Leipzig) 5. Platz                                                                                               |
| 400 m Hürden   | Joachim Singer (SC Karl-Marx-Stadt) kein Start wegen Knieverletzung | |
| 4 × 100 m      | - Heinz Erbstößer (SC Leipzig) 5. Platz - Hartmut Schelter (ASK Vorwärts Potsdam) 5. Platz - Peter Haase (ASK Vorwärts Potsdam) 5. Platz - Harald Eggers (SC Leipzig) 5. Platz - Dietmar Falgowski (SC Chemie Halle) Ersatzläufer - Wolfgang Krebs (SC Leipzig) Ersatzläufer | |
| 4 × 400 m      | - Hartmut Schwabe (SC Dynamo Berlin) Vorlauf - Dieter Fromm (SC Turbine Erfurt) Vorlauf - Wolfgang Müller (ASK Vorwärts Potsdam) Vorlauf - Michael Zerbes (TSC Berlin) Vorlauf                                                                                               | |
| 20-km-Gehen    | Gerhard Sperling (TSC Berlin) 5. Platz Hans-Georg Reimann (SC Dynamo Berlin) 7. Platz Peter Frenkel (ASK Vorwärts Potsdam) 10. Platz | |
| 50-km-Gehen    | Christoph Höhne (SC Dynamo Berlin) Peter Selzer (SC Dynamo Berlin) 4. Platz Burkhard Leuschke (SC Dynamo Berlin) ausgeschieden | |
| Hochsprung     | | Rita Schmidt (SC DHfK Leipzig) 5. Platz Karin Schulze (SC DHfK Leipzig) 7. Platz                                                 |
| Stabhochsprung | Wolfgang Nordwig (SC Motor Jena) | |
| Weitsprung     | Klaus Beer (SC Dynamo Berlin) | Burghild Wieczorek (SC DHfK Leipzig) 4. Platz Bärbel Löhnert (SC Frankfurt) 14. Platz                                            |
| Dreisprung     | Heinz-Günter Schenk (SC Dynamo Berlin) 26. Platz Klaus Neumann (SC Dynamo Berlin) 32. Platz | |
| Kugelstoßen    | Dieter Hoffmann (ASK Vorwärts Potsdam) 4. Platz Uwe Grabe (SC Cottbus) 7. Platz | Margitta Gummel (SC DHfK Leipzig) Marita Lange (SC Chemie Halle) Renate Boy (SC Empor Rostock) 5. Platz                          |
| Diskuswurf     | Lothar Milde (SC Chemie Halle) Hartmut Losch (ASK Vorwärts Potsdam) 4. Platz Günter Schaumburg (ASK Vorwärts Potsdam) 10. Platz | Anita Otto (SC Chemie Halle) 4. Platz Christine Spielberg (SC Karl-Marx-Stadt) 7. Platz Karin Illgen (SC DHfK Leipzig) 10. Platz |
| Hammerwurf     | Reinhard Theimer (TSC Berlin) 7. Platz Helmuth Baumann (ASK Vorwärts Potsdam) 8. Platz | |
| Speerwurf      | Manfred Stolle (ASK Vorwärts Potsdam) 5. Platz | |
| Fünfkampf      | | Inge Bauer (SC Motor Jena) 7. Platz Gerda Uhlemann (SC Einheit Dresden) 19. Platz                                                |
| Zehnkampf      | Joachim Kirst (ASK Vorwärts Potsdam) 5. Platz Manfred Tiedtke (SC DHfK Leipzig) 10. Platz Herbert Wessel (ASK Vorwärts Potsdam) ausgeschieden | |

### Moderner Fünfkampf
- Karl-Heinz Kutschke (SC Dynamo Hoppegarten)
Einzel: 4. Platz
Mannschaft: 6. Platz
- Jörg Tscherner (SC Dynamo Hoppegarten)
Einzel: 15. Platz
Mannschaft: 6. Platz
- Wolfgang Lüderitz (SC Dynamo Hoppegarten)
Einzel: 40. Platz
Mannschaft: 6. Platz
- Jörg Langner (SC Chemie Halle)
Ersatzmann

### Radsport

#### Bahn
- Heinz Richter (SC Dynamo Berlin)
Sprint: 10. Platz
4000 m Mannschaftsverfolgung: Vorlauf
- Werner Otto (SC Dynamo Berlin)
Tandem: 5. Platz
- Hans-Jürgen Geschke (TSC Berlin)
Tandem: 5. Platz
- Wolfgang Schmelzer (TSC Berlin)
4000 m Mannschaftsverfolgung: Vorlauf
- Rudolf Franz (SC Karl-Marx-Stadt)
4000 m Mannschaftsverfolgung: Vorlauf
- Manfred Ulbricht (SC Karl-Marx-Stadt)
4000 m Mannschaftsverfolgung: Vorlauf

#### Straße
- Klaus Ampler (SC DHfK Leipzig)
Mannschaftszeitfahren: 13. Platz
- Günter Hoffmann (ASK Vorwärts Leipzig)
Mannschaftszeitfahren : 13. Platz
- Dieter Grabe (SC DHfK Leipzig)
Mannschaftszeitfahren: 13. Platz
- Axel Peschel (SC Dynamo Berlin)
Mannschaftszeitfahren: 13. Platz
- Wolfgang Wesemann (ASK Vorwärts Leipzig)
Mannschaftszeitfahren: Ersatzfahrer

### Reiten
- Horst Köhler (ASK Vorwärts Potsdam)
Dressur (Einzel): 5. Platz
Dressur (Mannschaft): 4. Platz
- Gerhard Brockmüller (ASK Vorwärts Potsdam)
Dressur (Einzel): 12. Platz
Dressur (Mannschaft): 4. Platz
- Wolfgang Müller (ASK Vorwärts Potsdam)
Dressur (Einzel): 16. Platz
Dressur (Mannschaft): 4. Platz
- Karl-Heinz Fuhrmann (ASK Vorwärts Potsdam)
Vielseitigkeit (Einzel): 25. Platz
Vielseitigkeit (Mannschaft): 7. Platz
- Uwe Plank (SC Dynamo Hoppegarten)
Vielseitigkeit (Einzel): 27. Platz
Vielseitigkeit (Mannschaft): 7. Platz
- Helmut Hartmann (ASK Vorwärts Potsdam)
Vielseitigkeit (Einzel): 28. Platz
Vielseitigkeit (Mannschaft): 7. Platz
- Ulrich Vite (ASK Vorwärts Berlin) (SC Dynamo Hoppegarten)
Vielseitigkeit (Einzel): ausgeschieden
Vielseitigkeit (Mannschaft): 7. Platz

### Ringen
| griechisch-römisch - Hartmut Puls (SG Dynamo Luckenwalde) Bantamgewicht: ausgeschieden - Lothar Schneider (SC Leipzig) Federgewicht: ausgeschieden - Klaus Pohl (SG Dynamo Luckenwalde) Leichtgewicht: ausgeschieden - Rudolf Vesper (ASK Vorwärts Rostock) Weltergewicht: - Lothar Metz (ASK Vorwärts Rostock) Mittelgewicht: - Jürgen Klinge (SC Leipzig) Halbschwergewicht: ausgeschieden | Freistil - Horst Mayer (SG Dynamo Luckenwalde) Bantamgewicht: ausgeschieden - Jürgen Luczak (ASK Vorwärts Rostock) Federgewicht: ausgeschieden - Martin Heinze (SC Chemie Halle) Weltergewicht: ausgeschieden - Peter Döring (SG Dynamo Luckenwalde) Mittelgewicht: 6. Platz - Gerd Bachmann (SC Leipzig) Halbschwergewicht: ausgeschieden |

### Rudern
- Achim Hill (BSG Motor Baumschulenweg)
Einer: 5. Platz
- Hans-Ulrich Schmied (TSC Berlin)
Doppelzweier: 5. Platz
- Manfred Haake (TSC Berlin)
Doppelzweier: 5. Platz
- Joachim Böhmer (SC Dynamo Berlin)
Doppelzweier: Ersatzmann
- Jörg Lucke (TSC Berlin)
Zweier ohne Steuermann:
- Heinz-Jürgen Bothe (TSC Berlin)
Zweier ohne Steuermann:
- Manfred Wiesner (ASK Vorwärts Rostock)
Zweier ohne Steuermann: Ersatzmann
- Helmut Wollmann (TSC Berlin)
Zweier mit Steuermann: 4. Platz
- Wolfgang Gunkel (TSC Berlin)
Zweier mit Steuermann: 4. Platz
- Klaus-Dieter Neubert (TSC Berlin)
Zweier mit Steuermann: 4. Platz
- Frank Forberger (SC Einheit Dresden)
Vierer ohne Steuermann:
- Dieter Grahn (SC Einheit Dresden)
Vierer ohne Steuermann:
- Frank Rühle (SC Einheit Dresden)
Vierer ohne Steuermann:
- Dieter Schubert (SC Einheit Dresden)
Vierer ohne Steuermann:
- Peter Kremtz (SC Einheit Dresden)
Vierer mit Steuermann:
- Roland Göhler (SC Einheit Dresden)
Vierer mit Steuermann:
- Manfred Gelpke (SC Einheit Dresden)
Vierer mit Steuermann:
- Klaus Jacob (SC Einheit Dresden)
Vierer mit Steuermann:
- Dieter Semetzky (SC Einheit Dresden)
Vierer mit Steuermann:
- Bernd Meerbach (ASK Vorwärts Rostock)
Vierer mit Steuermann: Ersatzmann
- Günter Bergau (ASK Vorwärts Rostock)
Achter: 7. Platz
- Klaus-Dieter Bähr (TSC Berlin)
Achter: 7. Platz
- Claus Wilcke (SC DHfK Leipzig)
Achter: 7. Platz
- Peter Gorny (ASK Vorwärts Rostock)
Achter: 7. Platz
- Reinhard Zerfowski (TSC Berlin)
Achter: 7. Platz
- Peter Hein (TSC Berlin)
Achter: 7. Platz
- Manfred Schneider (SC Dynamo Berlin)
Achter: 7. Platz
- Peter Prompe (TSC Berlin)
Achter: 7. Platz
- Karl-Heinz Danielowski (ASK Vorwärts Rostock)
Achter: 7. Platz

### Schießen
- Christian Düring (ASK Vorwärts Leipzig)
Schnellfeuerpistole: 4. Platz
- Gerhard Dommrich (SC Dynamo Hoppegarten)
Schnellfeuerpistole: 6. Platz
- Harald Vollmar (Klub für Sportschießen der GST Leipzig)
Freie Scheibenpistole:
- Helmut Artelt (Klub für Sportschießen der GST Leipzig)
Freie Scheibenpistole: 6. Platz
- Hartmut Sommer (ASK Vorwärts Leipzig)
Freies Gewehr Dreistellungskampf: 6. Platz
Kleinkaliber Dreistellungskampf: 26. Platz
Kleinkaliber liegend: 54. Platz
- Uto Wunderlich (Klub für Sportschießen der GST Leipzig)
Freies Gewehr Dreistellungskampf: 23. Platz
Kleinkaliber Dreistellungskampf: 17. Platz
- Werner Heyn (ASK Vorwärts Leipzig)
Kleinkaliber liegend: 56. Platz
- Kurt Czekalla (Klub für Sportschießen der GST Leipzig)
Trap:
- Rudolf Hager (ASK Vorwärts Leipzig)
Trap: 23. Platz

Der nominierte Schütze Werner Lippoldt vom Klub für Sportschießen der GST Leipzig musste wegen Verletzung von der Teilnahme absehen.

### Schwimmen
| Disziplin           | Männer | Frauen |
| ------------------- | --- | --- |
| 100 m Freistil      | | Martina Grunert (SC DHfK Leipzig) 5. Platz Roswitha Krause (SC Dynamo Berlin) Vorlauf Uta Schmuck (SC Karl-Marx-Stadt) Vorlauf                                             |
| 200 m Freistil      | | Gabriele Wetzko (SC DHfK Leipzig) 4. Platz |
| 400 m Freistil      | Alfred Müller (ASK Vorwärts Rostock) Vorlauf | Gabriele Wetzko (SC DHfK Leipzig) 5. Platz |
| 800 m Freistil      | | Sigrid Goral (SC Empor Rostock) Vorlauf Sabine Rantzsch (SC DHfK Leipzig) Vorlauf                                                                                          |
| 1500 m Freistil     | Karl-Rüdiger Mann (SC Dynamo Berlin) Vorlauf | |
| 100 m Rücken        | Roland Matthes (SC Turbine Erfurt) | |
| 200 m Rücken        | Roland Matthes (SC Turbine Erfurt) Joachim Rother (SC Karl-Marx-Stadt) 7. Platz | Doris Kohardt (SC Empor Rostock) Vorlauf |
| 100 m Brust         | Egon Henninger (ASK Vorwärts Rostock) 8. Platz Klaus Katzur (ASK Vorwärts Rostock) Vorlauf                                                                                          | |
| 200 m Brust         | Egon Henninger (ASK Vorwärts Rostock) 6. Platz Klaus Katzur (ASK Vorwärts Rostock) Vorlauf                                                                                          | |
| 100 m Schmetterling | Horst-Günter Gregor (SC DHfK Leipzig) Vorlauf | Helga Lindner (SC Karl-Marx-Stadt) 8. Platz Christine Strübing (SC DHfK Leipzig) Vorlauf                                                                                   |
| 200 m Schmetterling | | Helga Lindner (SC Karl-Marx-Stadt) Christine Strübing (SC DHfK Leipzig) Vorlauf                                                                                            |
| 200 m Lagen         | Frank Wiegand (ASK Vorwärts Rostock) Vorlauf | Sabine Steinbach (SC Karl-Marx-Stadt) 4. Platz Marianne Seydel (SC Karl-Marx-Stadt) 6. Platz                                                                               |
| 400 m Lagen         | | Sabine Steinbach (SC Karl-Marx-Stadt) Marianne Seydel (SC SC Karl-Marx-Stadt) 6. Platz Eva Wittke (SC DHfK Leipzig) Vorlauf                                                |
| 4 × 100 m Freistil  | Horst-Günter Gregor (SC DHfK Leipzig) 5. Platz Udo Poser (ASK Vorwärts Rostock) 5. Platz Lothar Gericke (TSC Berlin) 5. Platz Frank Wiegand (ASK Vorwärts Rostock) 5. Platz         | Gabriele Wetzko (SC DHfK Leipzig) Martina Grunert (SC DHfK Leipzig) Roswitha Krause (SC Dynamo Berlin) Uta Schmuck (SC Karl-Marx-Stadt) Gabriele Perthes (SC DHfK Leipzig) |
| 4 × 200 m Freistil  | Alfred Müller (ASK Vorwärts Rostock) 7. Platz Jochen Herbst (SC DHfK Leipzig) 7. Platz Horst-Günter Gregor (SC DHfK Leipzig) 7. Platz Frank Wiegand (ASK Vorwärts Rostock) 7. Platz | |
| 4 × 100 m Lagen     | Roland Matthes (SC Turbine Erfurt) Frank Wiegand (ASK Vorwärts Rostock) Egon Henninger (ASK Vorwärts Rostock) Horst-Günter Gregor (SC DHfK Leipzig)                                 | Eva Wittke (SC DHfK Leipzig) 5. Platz Helga Lindner (SC Karl-Marx-Stadt) 5. Platz Uta Schmuck (SC Karl-Marx-Stadt) 5. Platz Martina Grunert (SC DHfK Leipzig) 5. Platz     |

### Segeln
- Jürgen Mier (ASK Vorwärts Rostock)
Finn-Dinghi: 13. Platz
- Hartmann Bogumil (ASK Vorwärts Rostock)
Star: 14. Platz
- Udo Springsklee (ASK Vorwärts Rostock)
Star: 14. Platz
- Paul Borowski (SC Empor Rostock)
Drachen:
- Karl-Heinz Thun (SC Empor Rostock)
Drachen:
- Konrad Weichert (SC Empor Rostock)
Drachen:
- Hans-Jürgen Cochius (TSC Berlin)
Flying Dutchman: 13. Platz
- Werner Christoph (TSC Berlin)
Flying Dutchman: 13. Platz
- Bernd Dehmel (TSC Berlin)
Finn-Dinghi: Ersatzmann
- Roland Schwarz (TSC Berlin)
Drachen: Ersatzmann

### Turnen
| Männer - Siegfried Fülle (SC DHfK Leipzig) Einzelmehrkampf: 21. Platz Mannschaftsmehrkampf: Barren: 26. Platz Boden: 18. Platz Sprung: 10. Platz Reck: 11. Platz Ringe: 23. Platz Seitpferd: 71. Platz - Matthias Brehme (SC DHfK Leipzig) Einzelmehrkampf: 12. Platz Mannschaftsmehrkampf: Barren: 12. Platz Boden: 24. Platz Sprung: 14. Platz Reck: 10. Platz Ringe: 15. Platz Seitpferd: 18. Platz - Klaus Köste (SC DHfK Leipzig) Einzelmehrkampf: 16. Platz Mannschaftsmehrkampf: Barren: 33. Platz Boden: 21. Platz Sprung: 30. Platz Reck: 4. Platz Ringe: 11. Platz Seitpferd: 45. Platz - Peter Weber (ASK Vorwärts Potsdam) Einzelmehrkampf: 26. Platz Mannschaftsmehrkampf: Barren: 21. Platz Boden: 57. Platz Sprung: 23. Platz Reck: 25. Platz Ringe: 28. Platz Seitpferd: 52. Platz - Gerhard Dietrich (ASK Vorwärts Potsdam) Einzelmehrkampf: 34. Platz Mannschaftsmehrkampf: Barren: 72. Platz Boden: 44. Platz Sprung: 68. Platz Reck: 23. Platz Ringe: 44. Platz Seitpferd: 20. Platz - Günter Beier (ASK Vorwärts Potsdam) Einzelmehrkampf: 51. Platz Mannschaftsmehrkampf: Barren: 51. Platz Boden: 37. Platz Sprung: 15. Platz Reck: 33. Platz Ringe: 68. Platz Seitpferd: 85. Platz - Peter Kunze (ASK Vorwärts Potsdam) Ersatzstarter | Frauen - Erika Zuchold (SC Leipzig) Einzelmehrkampf: 4. Platz Mannschaftsmehrkampf: Boden: 8. Platz Sprung: Stufenbarren: 5. Platz Balken: 6. Platz - Karin Janz (SC Dynamo Berlin) Einzelmehrkampf: 6. Platz Mannschaftsmehrkampf: Boden: 8. Platz Sprung: 8. Platz Stufenbarren: Balken: 4. Platz - Ute Starke (SC Leipzig) Einzelmehrkampf: 22. Platz Mannschaftsmehrkampf: Boden: 27. Platz Sprung: 10. Platz Stufenbarren: 17. Platz Balken: 33. Platz - Maritta Bauerschmidt (SC Leipzig) Einzelmehrkampf: 12. Platz Mannschaftsmehrkampf: Boden: 17. Platz Sprung: 17. Platz Stufenbarren: 17. Platz Balken: 8. Platz - Marianne Noack (SC Empor Rostock) Einzelmehrkampf: 27. Platz Mannschaftsmehrkampf: Boden: 24. Platz Sprung: 13. Platz Stufenbarren: 52. Platz Balken: 10. Platz - Magdalena Schmidt (SC Dynamo Berlin) Einzelmehrkampf: 29. Platz Mannschaftsmehrkampf: Boden: 27. Platz Sprung: 7. Platz Stufenbarren: 16. Platz Balken: 58. Platz - Christine Schmitt (SC Empor Rostock) kein Einsatz |

### Volleyball
- Männermannschaft
4. Platz
- Kader
Arnold Schulz (SC Leipzig)
Wolfgang Webner (SC Dynamo Berlin)
Siegfried Schneider  (SC Leipzig)
Rudi Schumann (SC Leipzig)
Eckehard Pietzsch (SC Leipzig)
Rainer Tscharke (TSC Berlin)
Jürgen Kessel (SC Dynamo Berlin)
Horst Peter (SC Leipzig)
Eckhard Tielscher (SC Leipzig)
Jürgen Freiwald (SC Leipzig)
Manfred Heine (SC Leipzig)
Walter Toussaint (SC Leipzig)

### Wasserball
- Männermannschaft der Deutschen Demokratischen Republik: 6. Platz

- Siegfried Ballerstedt (SG Dynamo Magdeburg)
- Jürgen Kluge (SG Dynamo Magdeburg)
- Hans-Georg Fehn (SG Dynamo Magdeburg)
- Klaus Schlenkrich (SC Leipzig)
- Peter Rund (SC Dynamo Berlin)
- Hans-Jürgen Schüler (SC Magdeburg)
- Veit Herrmanns (SG Dynamo Magdeburg)
- Jürgen Thiel (SC Magdeburg)
- Manfred Herzog (SC Dynamo Berlin)
- Peter Schmidt (SC Dynamo Berlin)
- Hans-Ulrich Lange

### Wasserspringen
| Männer - Lothar Matthes (SC Einheit Dresden) Turmspringen: 6. Platz - Rolf Sperling (SC Chemie Halle) Turmspringen: 20. Platz | Frauen - Ingrid Krämer-Gulbin (SC Einheit Dresden) Kunstspringen: 5. Platz - Sylvia Fiedler (SC Einheit Dresden) Turmspringen: 19. Platz - Claudia Reiche (SC Einheit Dresden) Turmspringen: 23. Platz |

## Mannschaftsleitung
- Mannschaftsleiter: Manfred Ewald (Präsident des DTSB)
- Chef de Mission: Bernhard Orzechowski
- weitere Mitglieder: Heinz Schöbel (Präsident des NOK der DDR und IOC-Mitglied), Helmut Behrendt (Generalsekretär des NOK der DDR)